# Frank Shakespeare (roddare)
Franklin Bradford "Frank" Shakespeare, född 31 maj 1930 i Philadelphia, är en amerikansk före detta roddare.
Shakespeare blev olympisk guldmedaljör i åtta med styrman vid sommarspelen 1952 i Helsingfors.